# Powstanie Sonderkommando w KL Auschwitz II-Birkenau
Powstanie Sonderkommando w KL Auschwitz II-Birkenau lub też powstanie Sonderkommando, bunt Sonderkommando, bunt Sonderkommando w Krematorium IV – miało miejsce 7 października 1944 r., kiedy duża grupa członków Sonderkommando w krematoriach obozu Birkenau (znanego również jako Auschwitz II) zbuntowała się przeciwko nazistowskim strażnikom obozu. Bunt został stłumiony po wysadzeniu krematorium IV. W wyniku powstania zginęło trzech niemieckich strażników i 452 członków Sonderkommando.
Chronologicznie było to trzecie powstanie żydowskich więźniów w hitlerowskich obozach eksterminacyjnych, po powstaniu w obozie zagłady w Treblince oraz powstaniu w obozie zagłady w Sobiborze.

## Konspiracja
W ramach Sonderkommando na terenie obozu KL Auschwitz II-Birkenau, istniała konspiracja. Do ważnych jej postaci należeli między innymi Załmen Gradowski, Załmen Lewental i Leib Langfus, którzy prowadzili potajemnie notatki, które przed powstaniem zdołali ukryć na terenie obozu. Do ważnych postaci w ramach konspiracji w Sonderkommando należeli również polscy Żydzi: Jankiel Handelsman i Józef Darębus z Ciechanowa, Lajb Panusz i Ajzyk Kalniak z Łomży i Józef Deresiński z Łuny koło Grodna oraz greccy Żydzi: Joseph Baruch i Albert Errera, Hugon i Moisa Venzia, Marcel Nadjari, Albert Jachon, Raoul Djachon i Johan Makki. Najważniejszym przywódcą tej grupy był kapo Jakub Kamiński.
Konspiracja działająca w Sonderkommando współpracowała z żydowskim ruchem oporu w Auschwitz oraz międzynarodowym ruchem oporu w obozie, w tym Grupą Bojową Oświęcim.
Dzięki kontaktom z więźniami spoza Sonderkommando należącymi do obozowego ruchu oporu, udało im się pozyskać materiały wybuchowe, które wykradły więźniarki, zatrudnione w zakładach Union, znajdujących się w pobliżu Auschwitz I. Za wykradzenie materiałów wybuchowych odpowiadały młode Żydówki: Ala Gertner, Róża Robota, Regina Safir i Estera Wajcblum. Do grupy tej nleżały także Róża Granatapfel Meth, Genia Fischer, Chaya Kroin i Inge Frank oraz Anna Wajcblum (siostra Estery).
Spiskowcy posiadali wytworzone konspiracyjnie proste granaty, siekiery, młotki, klucze oraz inne narzędzia potrzebne do naprawy i obsługi pieców krematoryjnych.
7 marca 1944 konspiracja w Sonderkommando, spodziewając się likwidacji tzw. obozu rodzinnego w Auschwitz II-Birkenau, w którym osadzonych było 3791 osób z Theresienstadt, podjęła próbę uprzedzenia czeskich Żydów o zaplanowanym przez SS wymordowaniu ich w komorach gazowych. Członkowie konspiracji z Sonderkommando liczyli, że świadomi swojego losu więźniowie z obozu rodzinnego, podejmą próbę oporu. Według relacji Filipa Müllera, jeden z liderów konspiracji w Sondermmando – Jakub Kamiński zapewnił również czeskich Żydów, iż w razie buntu mogą liczyć na przyłączenie się do niego członków Sonderkommando. Członkowie konspiracji podjęli również próbę namówienia Alfreda Hirscha by wziął na siebie rolę przywódcy powstania w obozie rodzinnym. Ostatecznie jednak nie doszło do buntu więźniów z obozu rodzinnego, których zamordowano 8/9 marca 1944. Znaczna część z nich do końca pozostała nieufna wobec ostrzeżeń konspiracji z Sonderkommando.

## Powstanie

### Tło
Wśród członków Sonderkommando była kilkunastoosobowa grupa jeńców sowieckich przeniesionych do KL Auschwitz-Birkenau z KL Lublin na wiosnę 1944 roku. Po przybyciu do obozu podlegali oni bezpośrednio esesmanowi Erichowi Muhsfeldtowi, przez co po jego awansie na komandofuhrer nadzorującego dwa największe krematoria w Birkenau, cieszyli się większą niezależnością i czuli się w pewnym sensie jego „protegowanymi”. W związku z tym, zdarzało im się lekceważyć polecenia pozostałych członków SS oraz więźniów funkcyjnych. Doprowadziło to do incydentu z 6 października 1943 roku, kiedy doszło do sprzeczki pomiędzy jednym z członków Sonderkommando a stażnikiem z SS, która prerodziła się w rękoczyny. Strażnicy SS nadzorujący Sonderkommando zapowiedzieli po tym incydencie, jeńcom sowieckim, iż odejdą oni z krematoriów wraz z najbliższym transportem.

### Przebieg
Odnotowany w dniu 7 października 1944 stan obsługi krematoriów wynosił 663 więźniów.
Prawdopodobnie około goziny 13 na terenie krematoriów IV i V przerwano pracę i ogłoszono zbiórkę więźniów na placu przed nieczynnym krematorium IV (wówczas już wykorzystywanym jako pomieszczenia mieszkalne dla części komanda). W trakcie zbiórki zaczęto wyczytywać numery więźniów, którym nakazano ustawienie się z boku. W trakcie wywoływania numerów najprawdopodobniej jeden z więźniów przeznaczonych do „transportu”, widząc, iż nie ma już nic do stracenia, rzucił się na strażników z młotkiem. Wskutek ataku, esesmani otworzyli do więźniów ogień z karabinów i pistoletów, a ci rzucili się w kierunku bramy wjazdowej na podwórze krematorium oraz zaczęli wycofywać się w kierunku krematorium IV. Więźniowie, którzy podjęli próbę sforsowania bramy zostali ostrzelani przez strażników, tym niemniej części z nich udało się przedrzeć na teren sąsiedniego krematorium V. Byli to między innymi Szlomo Dragon, który schronił się pod sągami drewna zmagazynowanymi na podwórzu oraz Henryk Tauber, który ukrył się w ciągu kominowym nieczynnego wówczas pieca krematoryjnego.
Ostatecznie w powstaniu/buncie wzięło udział prawie całe Sonderkommando (poza obsadą Krematorium III). Po zgromadzeniu przemyconych z obozu w Monowicach materiałów wybuchowych, więźniowie częściowo zniszczyli krematorium nr IV i razem z więźniami osadzonymi w krematorium nr II podjęli próbę masowej ucieczki – zakończyła się ona niepowodzeniem. Większość z nich (451 osób) zginęła na miejscu. Straty były też po stronie załogi obozu – zginęło trzech strażników.

### Bilans
10 października 1944 z terenu krematorium, zabrano wszystkich pozostałych jeszcze przy życiu jeńców sowieckich oraz kilku dalszych więźniów podejrzanych o udział w spisku i poddano śledztwu. Dalszy los tych osób pozostaje nieznany (zginęły prawdopodobnie w trakcie śledztwa lub zostały stracone po jego zakończeniu).
Po powstaniu/buncie, aresztowano także cztery więźniarki, które brały udział w zdobyciu i przemycie materiałów wybuchowych dla Sonderkommando. Zostały one powieszone 6 stycznia 1945 roku w trakcie ostatniej publicznej egzekucji więźniów na terenie KL Auschwitz. Były to Ala Gertner, Róża Robota, Regina Safir i Estera Wajcblum.
Wśród tych, którzy przeżyli bunt Sonderkommando byli: Szlama (Szloma) Dragon (w czasie buntu schował się za sągami drewna przygotowanego do palenia zwłok w dołach), Henryk Tauber (ukrył się w ciągu kominowym krematorium nr V), Alter Feinsilber (Stanisław Jankowski) i Henryk Mandelbaum. Wszyscy oni przeżyli wojnę i po jej zakończeniu złożyli szczegółowe zeznania przed sędzią śledczym Janem Sehnem.
1 maja 2011 zmarła Anna Heilman (z domu Wajcblum), która brała udział w dostarczaniu członkom Sonderkommando, prochu strzelniczego z fabryki amunicji Union. Była ona autorką książki wspomnieniowej pt. Never Far Away: The Auschwitz Chronicles of Anna Heilman.

## Upamiętnienie
W październiku 2014 w 70. rocznicę powstania/buntu Sonderkommando odbyła się sesja edukacjyjna zorganizowana przez Międzynarodowe Centrum Edukacji o Auschwitz i Holokauście. Państwowe Muzeum Auschwitz-Birkenau w Oświęcimiu zorganizowało również wystawę czasową pt. 70. rocznica buntu Sonderkommando, prezentowaną w salach wystaw czasowych bloku 12 na terenie Auschwitz I. Ukazała się również publikacja Igora Bartosika z Centrum Badań Muzeum Auschwitz, pt. Bunt Sonderkommando. 7 października 1944 roku.
7 października 2015 w 71 rocznicę wybuchu powstania/buntu Sonderkommando, ukazała się książka dyrektora Państwowego Muzeum Auschwitz-Birkenau Piotra Cywińskiego pt. Zagłada w pamięci więźniów Sonderkommando.
W 2022 ukazała się książka dziennikarza i historyka Michała Wójcika pt. „Zemsta. Zapomniane powstania w obozach zagłady” w której autor opisał powstania w nazistowskich obozach zagłady w tym powstanie Sonderkommando.
7 października 2024 w 80. rocznicę powstania/buntu Sonderkommando odbyła się sesja edukacjyjna zorganizowana przez Międzynarodowe Centrum Edukacji o Auschwitz i Holokauście.
Na terenie byłego obozu macierzystego w Oświęcimiu, na murze bloku nr 27 umieszczona jest tablica upamiętniająca Ale Gertner, Róże Robote, Regine Safirsztajn i Estere Wajcblum. Inskrypcja na tablicy głosi:

Za udzielenie pomocy więźniom

Sonderkommando w zorganizowaniu

w obozie zbrojnego powstania

przeciwko SS, po okrutnym

śledztwie zostały powieszone

w dniu 6.I.1945r. bohaterskie

więźniarki Żydówki uczestniczki

ruchu oporu w KL Auschwitz:

Ala Gertner

Roza Robota

Regina Safirsztain

Estera Wajcblum.
W hołdzie ich pamięci

Państwowe Muzeum w Oświęcimiu

Ale Gertner, Róże Robote, Regine Safirsztajn i Estere Wajcblum upamiętnia również pomnik wzniesiony na terenie Instytutu Pamięci Męczenników i Bohaterów Holokaustu Jad Waszem w Jerozolimie.

### W kulturze
W 2001 miała miejsce premiera amerykańskiego dramatu wojennego w reż. Tima Blake'a Nelsona, pt. Szara strefa, którego akcja toczy się w trakcie przygotowań do powstania/buntu Sonderkommando. Film powstał na motywach wspomnień więźnia Sonderkommanda, Miklosa Nyiszli`ego.
W 2015 roku miała miejsce premiera dramatu filmowego w reżyserii László Nemesa, pt. Syn Szawła (węg. Saul fia), którego akcja toczy się w oświęcimskim obozie zagłady jesienią 1944 roku na krótko przed wybuchem powstania.